# Ракитени (Јаши)
Ракитени (рум. Răchiteni) насеље је у Румунији у округу Јаши у општини Ракицени. Oпштина се налази на надморској висини од 191 m.

## Становништво
Према подацима из 2002. године у насељу је живело 1682 становника, од којих су сви румунске националности.